# Jutta von Huy

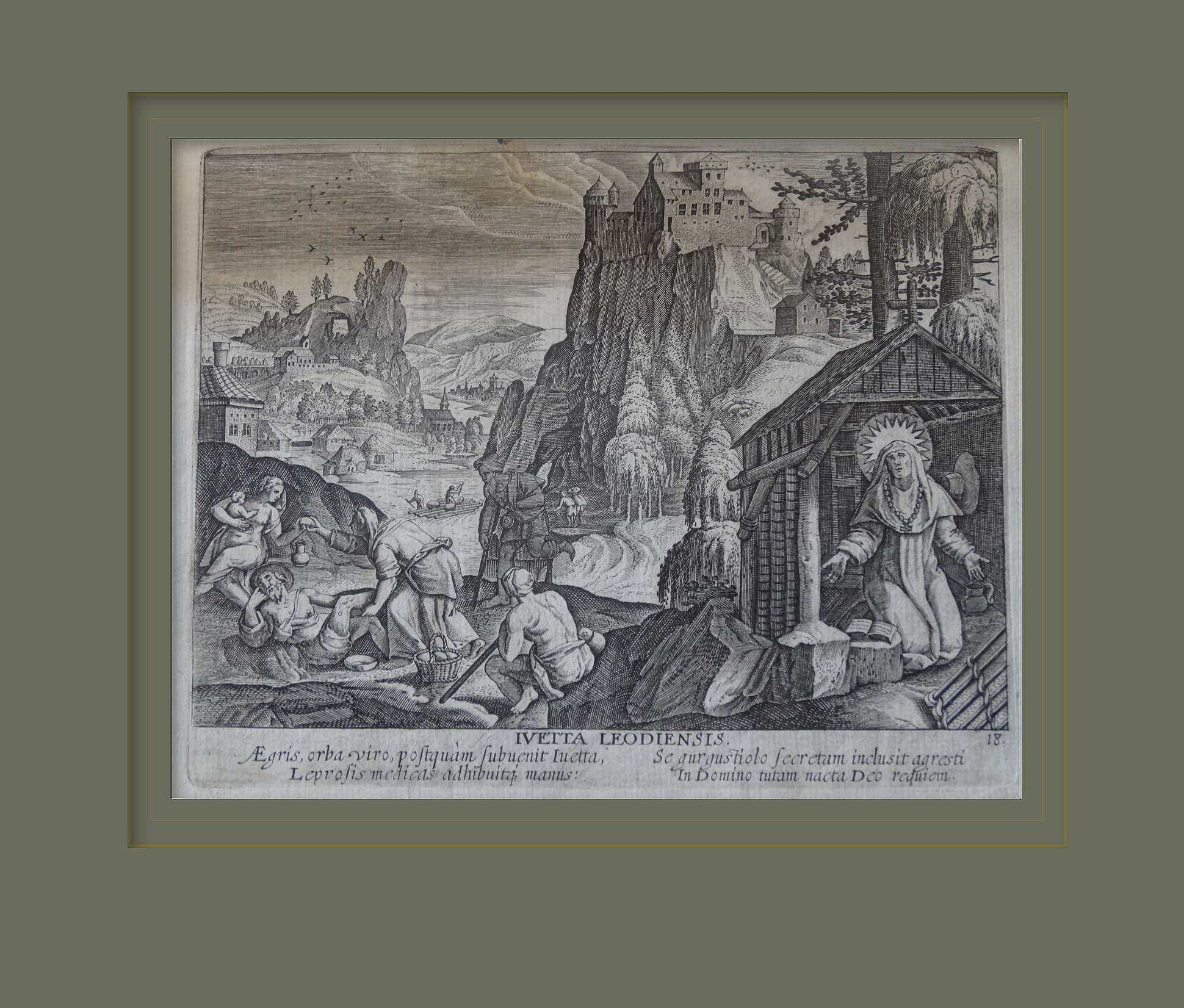
Jutta von Huy dargestellt auf diesem Radierstich von Thomas de Leu (1560–1612). Das Werk zeigt die Heilige Einsiedlerin in einer Hütte.

Jutta von Huy (* 1158 in Huy (Belgien); † 13. Januar 1228 ebenda) war eine mittelalterliche Wohltäterin, christliche Mystikerin und römisch-katholische Selige, die in der Provinz Lüttich wirkte.

## Leben und Werk
Jutta, als Tochter eines hohen Mitarbeiters des Bischofs von Lüttich geboren, wurde 1171 mit 13 Jahren von ihrem Vater (gegen ihren Willen) verheiratet und brachte drei Kinder zur Welt. Nach dem Tod ihres Mannes 1176 wehrte sie sich (mit Unterstützung des Bischofs Rudolf von Zähringen) erfolgreich gegen eine neuerliche Verheiratung und wählte den Status einer geweihten Witwe (in Parallele zur Geweihten Jungfrau). Bis 1181 zog sie ihre beiden Söhne groß (ein dritter war früh gestorben), dann arbeitete sie bis 1191 als Krankenschwester in der Lepraanstalt von Huy, baute ein Krankenhaus und sammelte Helfer um sich. 1191 ließ sie sich in die für ihren (inzwischen in das Kloster Villers-la-Ville eingetretenen) Vater erbaute Klause einmauern und verharrte darin 37 Jahre bis zu ihrem Tod als Inklusin. Sie erhielt die Sterbesakramente vom Abt des Klosters Floreffe Jean von Huy, der dann den Mönch Hugo von Floreffe damit beauftragte, die Vita dieser heiligmäßigen Frau zu schreiben. Aus seinem heute als außergewöhnlich eingestuften mittellateinischen Text, der in jüngster Zeit ins Englische und Französische übersetzt wurde, geht hervor, dass Jutta in die Reihe der mittelalterlichen Mystikerinnen (nach Art von Lutgard von Tongern oder Marguerite Porete) einzureihen ist.
Juttas ältester Sohn, Henri de Stenay (* 1173), trat in die Abtei Orval ein und war dort Abt von 1225 bis 1228. Ihr zweiter Sohn, Eustache, trat (nach Jahren der Zügellosigkeit) 1195 in das Kloster Trois-Fontaines ein.

## Ausgaben des Werkes von Hugo von Floreffe
- De B. Vita Ivetta sive Iutta, vidua reclusa, Hui in Belgio, in: Acta Sanctorum. Januar. Band 1, 13. Januar, Paris 1867, 863–887 (lateinisch)
- The life of Yvette of Huy, ins Englische übersetzt von Jo Ann McNamara, Toronto 1999  (englisch)
  - Living saints of the thirteenth century. The lives of Yvette, anchoress of Huy, Juliana of Cornillon, author of the Corpus Christi feast, and Margaret the Lame, anchoress of Magdeburg, Turnhout 2011 (englisch)
- Vita Ivettae De Hoyo. Vie de Juette de Huy, übersetzt und hrsg. von Paul Verdeyen SJ, in: Analecta Cisterciensia 64, 2014, S. 136–311 (lateinisch und französisch)